# Crush Animal
Crush Animal é um programa de televisão brasileiro do Multishow produzido em parceria com o Globoplay, que estreou em 26 de abril de 2025. O programa, apresentado por Monique Alfradique e Pedro Ottoni, traz uma abordagem inusitada para a busca do amor, inspirando-se no comportamento amoroso de diferentes animais.

## Formato
Em cada um dos episódios, um participante solitário embarca em uma jornada para encontrar um amor. Durante o programa, ele interage com três pretendentes, que chegam ao palco usando máscaras de animais e figurinos que representam suas personalidades.
As dinâmicas são inspiradas em comportamentos animais, como:  
- Os pinguins, conhecidos por sua monogamia e lealdade.
- Os cães, sempre carismáticos e leais.
- Os pavões, que conquistam com exibições exuberantes.

Cada etapa do programa desafia os pretendentes a demonstrar traços de sua personalidade por meio de provas divertidas e interativas, sem revelar sua aparência real. Apenas na reta final, o participante principal poderá ver os rostos dos candidatos e tomar sua decisão.  